# Федеральний резервний банк Далласа

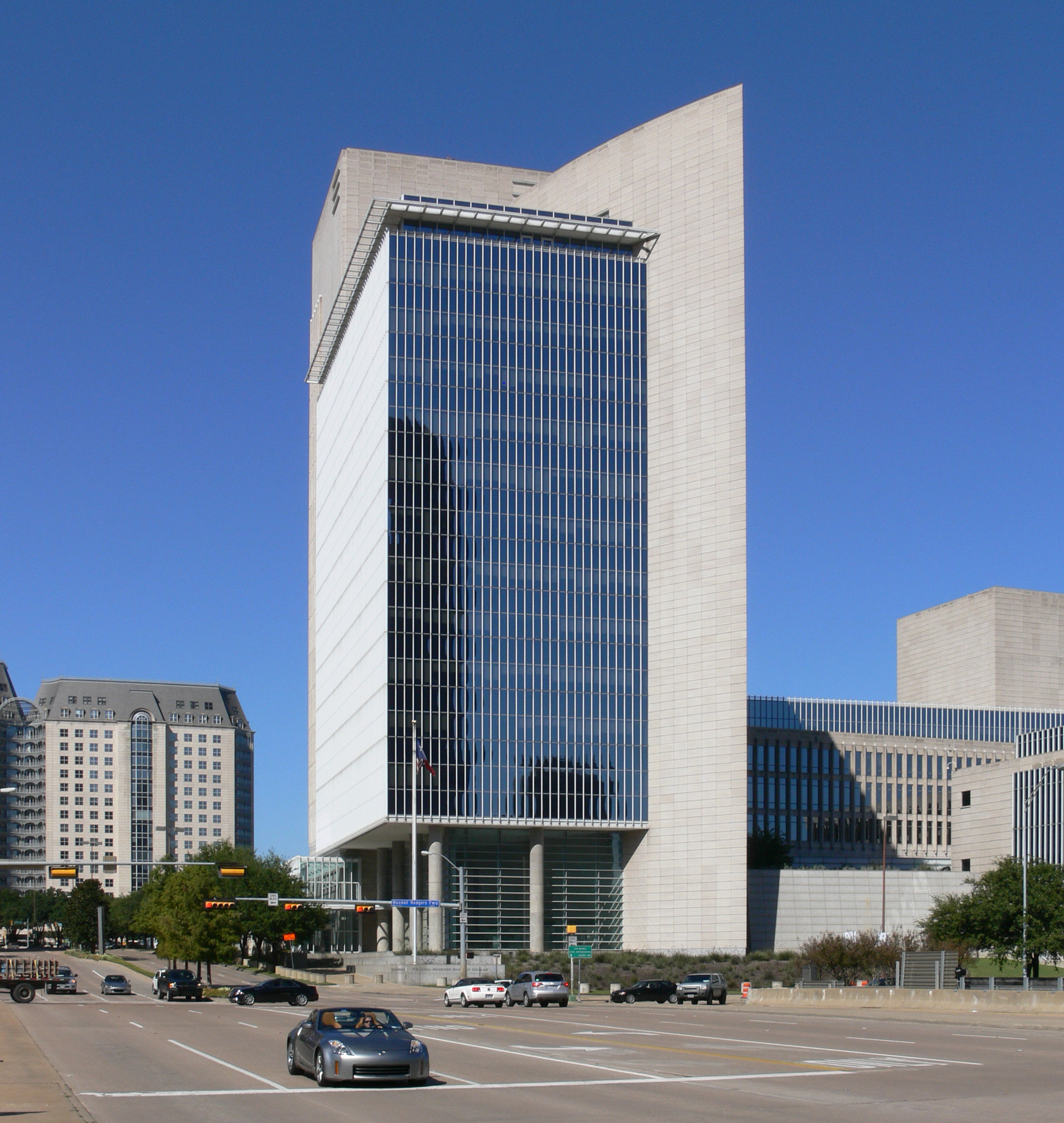
Будівля Федерального резервного банку Далласа.

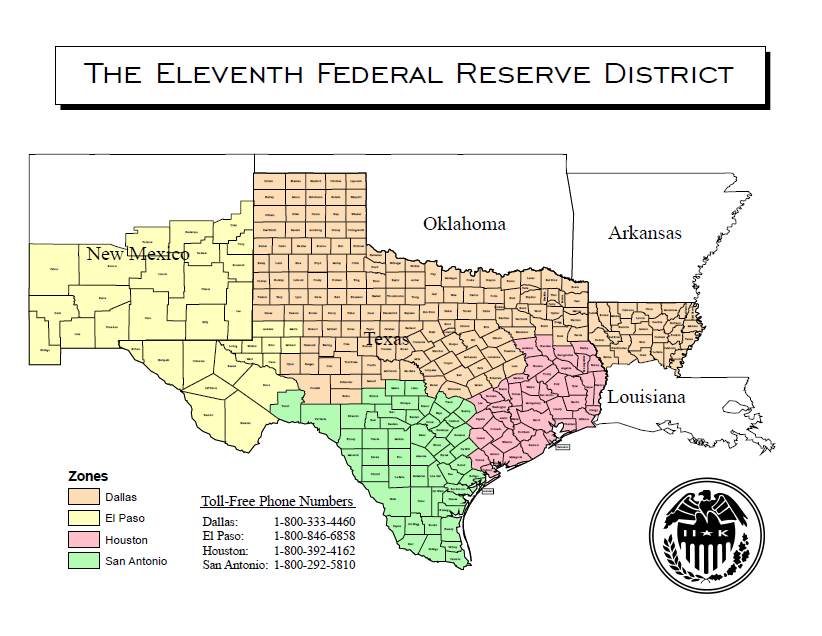
Мапа Одинадцятого округу

Федеральний резервний банк Далласа (англ. Federal Reserve Bank of Dallas) — один з дванадцяти федеральних резервних банків США, що разом утворюють Федеральну резервну систему, зі штаб-квартирою у місті Даллас. ФРБ Далласа відповідяє за Одинадцятий округ ФРС США, до якого вхохять штат Техас, північна частина штату Луїзіани і південна частина штату Нью-Мексико.

## Діючий склад ради директорів
Наступні особи займають місце в раді директорів з 2012. Усі терміни повноважень спливають 31 грудня.

### Class A
| Ім'я                                         | Посада                                                                                      | Термін повноважень спливає |
| -------------------------------------------- | ------------------------------------------------------------------------------------------- | -------------------------- |
| Піт Кук (Pete Cook)                          | Головний виконавчий директор First National Bank in Alamogordo Alamogordo, New Mexico       | 2012                       |
| Джо Кінг (Joe Kim King)                      | Головний виконавчий директор і Голова Правління Texas Country Bancshares, Inc. Brady, Texas | 2013                       |
| Джордж Джонс молодший (George F. Jones, Jr.) | Головний виконавчий директор Texas Capital Bank Даллас                                      | 2014                       |

### Class B
| Ім'я                                  | Посада                                                                         | Термін повноважень спливає |
| ------------------------------------- | ------------------------------------------------------------------------------ | -------------------------- |
| Маргарет Джордан (Margaret H. Jordan) | Президент і головний виконавчий директор Dallas Medical Resource Даллас        | 2012                       |
| Елтон Гайдер (Elton M. Hyder)         | Президент The EMH Corporation Форт-Ворт                                        | 2013                       |
| Джордж Бірмайдез (Jorge A. Bermudez)  | Президент і головний виконавчий директор Byebrook Group Коледж-Стейшен (Техас) | 2014                       |

### Class C
| Ім'я                                              | Посада                                                | Термін повноважень спливає |
| ------------------------------------------------- | ----------------------------------------------------- | -------------------------- |
| Мірон Ульман (Myron E. Ullman III) (Deputy Chair) | Виконавчий голова J.C. Penney Company, Inc. Плейно    | 2012                       |
| Герб Келігер (Herb Kelleher) (Chair)              | Засновник і почесний голова Southwest Airlines Даллас | 2013                       |
| Рену Хатор (Renu Khator)                          | Канцлер / Президент University of Houston Х'юстон     | 2014                       |